# Guanyinge, Hunan
Guanyinge (kinesiska: 观音阁, 观音阁镇) är en köpinghuvudort i Kina. Den ligger i provinsen Hunan, i den södra delen av landet, omkring 230 kilometer väster om provinshuvudstaden Changsha. Antalet invånare är 29 627. Befolkningen består av 14 181 kvinnor och 15 446 män. Barn under 15 år utgör 17,0 %, vuxna 15-64 år 72 %, och äldre över 65 år 10,0 %.
Runt Guanyinge är det ganska tätbefolkat, med 230 invånare per kvadratkilometer. Guanyinge är det största samhället i trakten. Trakten runt Guanyinge består till största delen av jordbruksmark.
Genomsnittlig årsnederbörd är 1 921 millimeter. Den regnigaste månaden är maj, med i genomsnitt 308 mm nederbörd, och den torraste är december, med 52 mm nederbörd.